# Tourenwagen-Weltmeisterschaft 2008
Die Tourenwagen-Weltmeisterschaft 2008 begann am 2. März in Curitiba (Brasilien) und endete am 16. November in Macau. Weltmeister wurde zum ersten Mal der Franzose Yvan Muller. In der Markenwertung konnte sich Seat als Sieger durchsetzen.

## Teams und Fahrer
| Nr. | Fahrer               | Team                        | Fahrzeug            |
| --- | -------------------- | --------------------------- | ------------------- |
| 1   | Andy Priaulx         | BMW Team UK                 | BMW 320si           |
| 2   | Augusto Farfus Jr.   | BMW Team Germany            | BMW 320si           |
| 3   | Jörg Müller          | BMW Team Germany            | BMW 320si           |
| 4   | Alessandro Zanardi   | BMW Team Italy-Spain        | BMW 320si           |
| 5   | Félix Porteiro       | BMW Team Italy-Spain        | BMW 320si           |
| 6   | Nicola Larini        | Chevrolet                   | Chevrolet Lacetti   |
| 7   | Robert Huff          | Chevrolet                   | Chevrolet Lacetti   |
| 8   | Alain Menu           | Chevrolet                   | Chevrolet Lacetti   |
| 9   | Jordi Gené           | SEAT Sport                  | SEAT León TDI       |
| 10  | Rickard Rydell       | SEAT Sport                  | SEAT León TDI       |
| 11  | Gabriele Tarquini    | SEAT Sport                  | SEAT León TDI       |
| 12  | Yvan Muller          | SEAT Sport                  | SEAT León TDI       |
| 13  | Ibrahim Okyay        | Borusan Otomotiv Motorsport | BMW 320si           |
| 15  | James Thompson       | N.Technology                | Honda Accord Euro R |
| 16  | Olivier Tielemans    | Wiechers-Sport              | BMW 320si           |
| 18  | Tiago Monteiro       | SEAT Sport                  | SEAT León TDI       |
| 20  | Tom Coronel          | SUNRED                      | SEAT León           |
| 23  | Pierre-Yves Corthals | Exagon Engineering          | SEAT León           |
| 26  | Stefano d’Aste       | Proteam Motorsport          | BMW 320si           |
| 28  | Wiktor Schapowalow   | Russian Bears Motorsport    | Lada 110 2.0        |
| 29  | Jaap van Lagen       | Russian Bears Motorsport    | Lada 110 2.0        |
| 31  | Sergio Hernández     | Proteam Motorsport          | BMW 320si           |
| 42  | Franz Engstler       | Liqui Moly Team Engstler    | BMW 320si           |
| 43  | Andrei Romanow       | Liqui Moly Team Engstler    | BMW 320si           |

## Rennkalender
| Nr.     | Datum         | Land           | Strecke      | Pole-Position      | Platz 1            | Platz 2            | Platz 3            |
| ------- | ------------- | -------------- | ------------ | ------------------ | ------------------ | ------------------ | ------------------ |
| 1 & 2   | 2. März       | Brasilien      | Curitiba     | Yvan Muller        | Yvan Muller        | Rickard Rydell     | Jörg Müller        |
| 1 & 2   | 2. März       | Brasilien      | Curitiba     | Yvan Muller        | Gabriele Tarquini  | Andy Priaulx       | Félix Porteiro     |
| 3 & 4   | 6. April      | Mexiko         | Puebla       | Jordi Gené         | Jordi Gené         | Rickard Rydell     | Nicola Larini      |
| 3 & 4   | 6. April      | Mexiko         | Puebla       | Jordi Gené         | Tiago Monteiro     | Rickard Rydell     | Gabriele Tarquini  |
| 5 & 6   | 18. Mai       | Spanien        | Valencia     | Yvan Muller        | Robert Huff        | Gabriele Tarquini  | Jordi Gené         |
| 5 & 6   | 18. Mai       | Spanien        | Valencia     | Yvan Muller        | Alain Menu         | Robert Huff        | Andy Priaulx       |
| 7 & 8   | 1. Juni       | Frankreich     | Pau          | Augusto Farfus     | Augusto Farfus     | Yvan Muller        | Jordi Gené         |
| 7 & 8   | 1. Juni       | Frankreich     | Pau          | Augusto Farfus     | Andy Priaulx       | Nicola Larini      | Rickard Rydell     |
| 9 & 10  | 15. Juni      | Tschechien     | Brünn        | Alessandro Zanardi | Alessandro Zanardi | Félix Porteiro     | Alain Menu         |
| 9 & 10  | 15. Juni      | Tschechien     | Brünn        | Alessandro Zanardi | Gabriele Tarquini  | Alessandro Zanardi | Robert Huff        |
| 11 & 12 | 13. Juli      | Portugal       | Estoril      | Nicola Larini      | Rickard Rydell     | Nicola Larini      | Yvan Muller        |
| 11 & 12 | 13. Juli      | Portugal       | Estoril      | Nicola Larini      | Tiago Monteiro     | Yvan Muller        | Andy Priaulx       |
| 13 & 14 | 27. Juli      | Großbritannien | Brands Hatch | Augusto Farfus     | Jörg Müller        | Yvan Muller        | Andy Priaulx       |
| 13 & 14 | 27. Juli      | Großbritannien | Brands Hatch | Augusto Farfus     | Alain Menu         | Félix Porteiro     | Alessandro Zanardi |
| 15 & 16 | 31. August    | Deutschland    | Oschersleben | Robert Huff        | Augusto Farfus     | Robert Huff        | Alain Menu         |
| 15 & 16 | 31. August    | Deutschland    | Oschersleben | Robert Huff        | Félix Porteiro     | Tom Coronel        | Robert Huff        |
| 17 & 18 | 21. September | Italien        | Imola        | Rickard Rydell     | Yvan Muller        | Rickard Rydell     | James Thompson     |
| 17 & 18 | 21. September | Italien        | Imola        | Rickard Rydell     | James Thompson     | Jörg Müller        | Robert Huff        |
| 19 & 20 | 5. Oktober    | Italien        | Monza        | Yvan Muller        | Yvan Muller        | Gabriele Tarquini  | Andy Priaulx       |
| 19 & 20 | 5. Oktober    | Italien        | Monza        | Yvan Muller        | Gabriele Tarquini  | Jordi Gené         | Nicola Larini      |
| 21 & 22 | 26. Oktober   | Japan          | Aida         | Augusto Farfus     | Rickard Rydell     | Jörg Müller        | Andy Priaulx       |
| 21 & 22 | 26. Oktober   | Japan          | Aida         | Augusto Farfus     | Tom Coronel        | Augusto Farfus     | Sergio Hernández   |
| 23 & 24 | 16. November  | Macau          | Macau        | Alain Menu         | Alain Menu         | Andy Priaulx       | Yvan Muller        |
| 23 & 24 | 16. November  | Macau          | Macau        | Alain Menu         | Robert Huff        | Yvan Muller        | Andy Priaulx       |

## Fahrerwertung
| Pl. | Fahrer            | Punkte |
| --- | ----------------- | ------ |
| 1.  | Yvan Muller       | 114    |
| 2.  | Gabriele Tarquini | 88     |
| 3.  | Robert Huff       | 87     |
| 4.  | Andy Priaulx      | 81     |
| 5.  | Rickard Rydell    | 77     |
| 6.  | Augusto Farfus    | 63     |
| 7.  | Jörg Müller       | 60     |
| 8.  | Jordi Gené        | 56     |
| 9.  | Alain Menu        | 54     |
| 10. | Félix Porteiro    | 51     |
| 11. | Nicola Larini     | 48     |

| Pl. | Fahrer             | Punkte |
| --- | ------------------ | ------ |
| 12. | Tiago Monteiro     | 43     |
| 13. | Alessandro Zanardi | 36     |
| 14. | Tom Coronel        | 35     |
| 15. | James Thompson     | 25     |
| 16. | Sergio Hernández   | 9      |
| 17. | Franz Engstler     | 3      |
| 18. | Stefano d’Aste     | 2      |
| 18. | Manabu Orido       | 2      |
| 20. | Olivier Tielemans  | 1      |
| 20. | Matthew Marsh      | 1      |

## Markenwertung
| Pl. | Team      | Punkte |
| --- | --------- | ------ |
| 1.  | Seat      | 326    |
| 2.  | BMW       | 274    |
| 3.  | Chevrolet | 238    |
| 4.  | Honda     | 60     |